# Chert (Gestein)

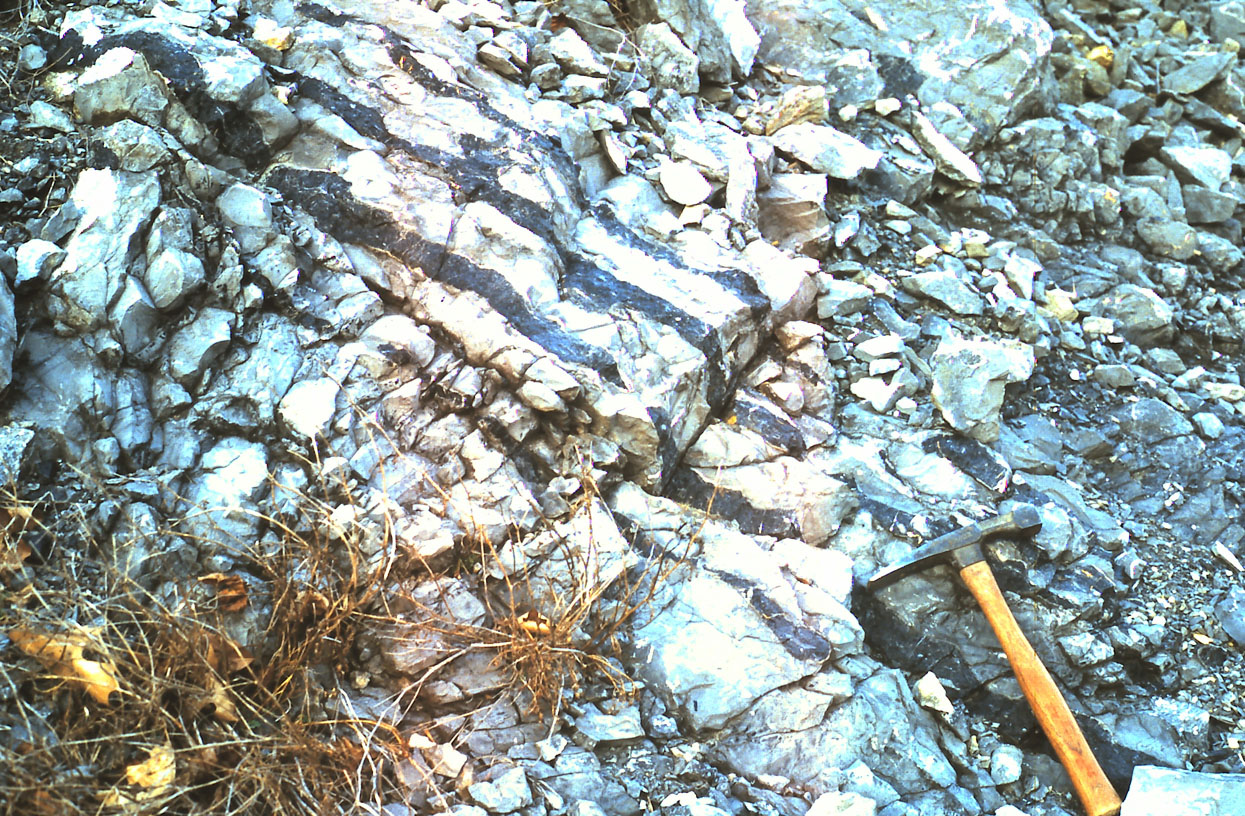
Cherts (dunkle Lagen) im devonischen Corriganville-New Creek-Kalkstein, Everett, Pennsylvania

Cherts (im Deutschen oft unter dem Namen Hornstein) sind sedimentär und diagenetisch entstandene Kieselgesteine.

## Abgrenzung
Der englische Fachbegriff Chert steht für die gesamte Gruppe der sedimentär und diagenetisch entstandenen Kieselgesteine und hat sich in der deutschsprachigen geologischen Literatur fachsprachlich etabliert. Als deutsche Übersetzung für ‚Chert‘ wird oft ‚Hornstein‘ verwendet, auch wenn diese Bezeichnung mehrdeutig ist.

## Gestein
Die Struktur von Cherts ist sehr feinkörnig, so dass sie sich nur unter dem Mikroskop (mikrokristallin) oder selbst dort kaum oder gar nicht (kryptokristallin) auflösen lässt. Das Gestein kann Mikrofossilien enthalten. Seine Farbe ist unterschiedlich und variiert zwischen Weiß und Schwarz, meist jedoch ist sie grau, braun, graubraun oder hellgrün bis rostrot. Die Farbe geht auf Spuren von zusätzlichen Elementen oder Mineralen zurück. Die roten und grünen Farben sind in der Regel auf Beimengungen von Eisen in oxiderter oder reduzierter Form zurückzuführen.

## Bildung
Cherts bilden sich infolge von Verdrängung von ursprünglichen Mineralen durch Siliziumdioxid bei den Gesteinsbildungsvorgängen (Diagenese) als ovale bis unregelmäßig geformte Knollen in Grünsand, Kalkstein, Kreide und Dolomit. Darüber hinaus kommen sie als sedimentäre Gesteine in oft dünnschichtigen Ablagerungen vor, die als durchgängige Schichten auftreten, so etwa in vielen Radiolarit-Vorkommen. Auch bei diesen spielen Umwandlungsvorgänge wie die von Opal in Quarz und die Bildung eines durchgängig dichten Gesteins eine wesentliche Rolle.
Bei der Genese silifizierter Bereiche in Sedimentgesteinen ist ein solches Szenario typisch: Ein zunächst nur metastabiler SiO2-Körper (Opal, gelegentlich auch wasserreiches und somit sehr SiO2-armes Kieselgel bzw. Gel-ähnliche Abscheidungen) wandelt sich diagenetisch um in ein am Ende sehr dichtes, porenarmes, feinstkristallines („kryptokristallines“) Produkt. Meist treten bei dieser Umwandlung keine erkennbaren Schrumpfphänomene auf. Der finale dichte und harte Körper (Chert, Flint, Silcrete u. ä.) hat makroskopisch gesehen die gleiche Form wie der anfangs gebildete SiO2-arme Körper. Gleiches gilt bei der Entstehung von Kieselhölzern und Achaten. In all diesen Fällen stößt man daher auf das gleiche Grundproblem: Am Anfang steht ein SiO2-Gebilde mit relativ wenig SiO2 pro Volumeneinheit (bei Opal maximal 2,2 Gramm pro Kubikzentimeter, bei Kieselgel noch deutlich weniger). Am Ende aber enthält das Gebilde bei gleicher äußerer Form 2,6 Gramm SiO2 pro Kubikzentimeter, ist kryptokristallin, porenarm, dicht und hart. Aus einem zunächst fragilen oder sogar gelatinös-weichen Gebilde ist in Fällen wie Chert, Achat, Flint etc. schließlich etwas deutlich anderes entstanden, dessen Materialkonsistenz sich zur Werkzeugherstellung bestens eignet: für Faustkeile, Messer und sonstige Werkzeuge sowie Pfeilspitzen in der Steinzeit; später für Zündsteine in Gewehren („Flinten“); und bis heute für Reibschalen und diverse Mahlwerkzeuge, Glätt- und Poliersteine zum Vergolden etc.
Beim diagenetischen Reifungsprozess in der Natur (über lange, geologisch relevante Zeiträume hinweg) muss also ergänzendes SiO2 tief und gleichmäßig ins Innere des reifenden Körpers gelangt und dort eingebaut worden sein. Dies geschah, obwohl Lösungen durch die extrem feinen Poren opalartiger Körper nicht frei fließen können (mikrokapillare Fixierung). Wie eine solche innere SiO2-Nachverdichtung funktionieren könnte, war lange ein Rätsel. Das Problem wird in älteren Darstellungen der Chert- und Feuerstein-Genese daher in der Regel stillschweigend übergangen. Inzwischen hat sich in petrologischen Fachstudien die Überzeugung durchgesetzt, dass beim aktuellen Kenntnisstand zur Erklärung nur ein Mechanismus in Frage kommt, der dort als „Prinzip“ oder „Modell von Landmesser“ bezeichnet wird. Darstellungen dieses Mechanismus liegen in allgemeinverständlicher sowie in physikalisch-chemisch präzisierter Form vor.

## Die Chert-Familie
Der genaue Umfang des Begriffes Chert ist eine ständige Quelle der Verwirrung. Im eigentlichen Sinn umfasst der Begriff ausschließlich sedimentär-diagenetische Bildungen, die weit überwiegend aus mikro-/kryptokristallinem Siliziumdioxid bestehen.
- Feuerstein ist ein dichtes, mikro-/kryptokristallines Gestein. Es befindet sich in Kreide oder mergeligem Kalkstein und bildet sich durch die Verdrängung von Kalziumkarbonat durch Siliziumdioxid. Es tritt als Knollen oder in mehr oder minder ausgedehnten Platten auf. Die Bezeichnung ‚Feuerstein‘ im engeren Sinne ist nach Rapp (2002) reserviert für Hornsteinarten, die in Kreide, Kalkstein und Mergeln vorkommen.[6] Außerhalb der Geologie, vor allem in der Archäologie, geschieht die Unterscheidung von Feuerstein und Hornstein auf Grund der Qualität des Gesteins in Bezug auf die Verwendung als Steinwerkzeug.
- Gewöhnlicher Hornstein bildet sich ebenfalls in Kalksteinen infolge der Verdrängung von Kalziumkarbonat durch Siliziumdioxid. Er ist durch Verunreinigungen allerdings nicht so gut spaltbar wie Feuerstein.
- Porzellanit ist ein feinkörniges Gestein mit Ähnlichkeiten zu unglasiertem Porzellan.
- Radiolarit (auch Lydit oder Kieselschiefer) ist ein aus Radiolarienschlamm hervorgegangenes Sedimentgestein
  - Novaculit, eine regionale, schwach metamorphe Variante in den Ouachita Mountains, USA
- Diatomit ist ein aus Diatomeenschlamm hervorgegangenes Sedimentgestein

Auch Spiculite (Sedimentgesteine mit hohem Anteil an Schwammskleren) können bei sehr hohem SiO2-Anteil in die Kategorie Chert fallen.
Oft werden aber auch mikro- oder kryptokristalline Aggregate, die gemeinhin als Varietäten des Minerals Quarz gelten, mit der Bezeichnung Chert belegt. So ist Chalzedon eine feinfaserige Quarz-Varietät, die petrographisch aufgrund dieses Aufbaus nicht als Chert gewertet wird. Die Abgrenzung ist allerdings unscharf, da Chalzedon meist aus einem Gemenge von feinfaserigem und körnig-richtungslosem mikrokristallinem Quarz besteht. Verschiedene Erscheinungsformen von Chalzedon sind:
- Jaspis ist sehr verschiedenartig gefärbt und tritt oft in Verbindung mit dem Vorkommen von magmatischen Gesteinen auf
- Achat ist ein deutlich gebänderter Chalzedon mit abwechselnden, verschieden gefärbten Lagen.
- Onyx ist ein parallel gebänderter Achat, oft schwarz und weiß.

Quarzit wird hingegen allgemein nicht zu den Cherts gerechnet. Er ist ebenso wie Hornfels ein metamorphes Gestein. Auch Opal, ein hydratisiertes, amorphes Siliziumdioxid, gehört nicht in die Familie der sedimentären Kieselgesteine.

## Vorkommen
Als Tiefseesediment können Cherts mächtige Schichten ausbilden, zum Beispiel in den Kulm-Kieselschiefern des Rheinischen Schiefergebirges und des Harzes. Andere Beispiele sind die Novaculite der Ouachita Mountains in Arkansas, Oklahoma und ähnlichen Vorkommen in Texas. Die Banded Iron Formations des Präkambriums bestehen aus abwechselnden Lagen von Chert und Eisenoxiden wie Magnetit (Fe3O4) und Hämatit (Fe2O3).
Cherts kommen darüber hinaus als Diatomeen-Ablagerungen wie Kieselgur vor. Schichten solcher Diatomeen-Gesteine wurden zum Beispiel aus der miozänen Monterey-Formation Kaliforniens beschrieben.

## Cherts und präkambrische Fossilien

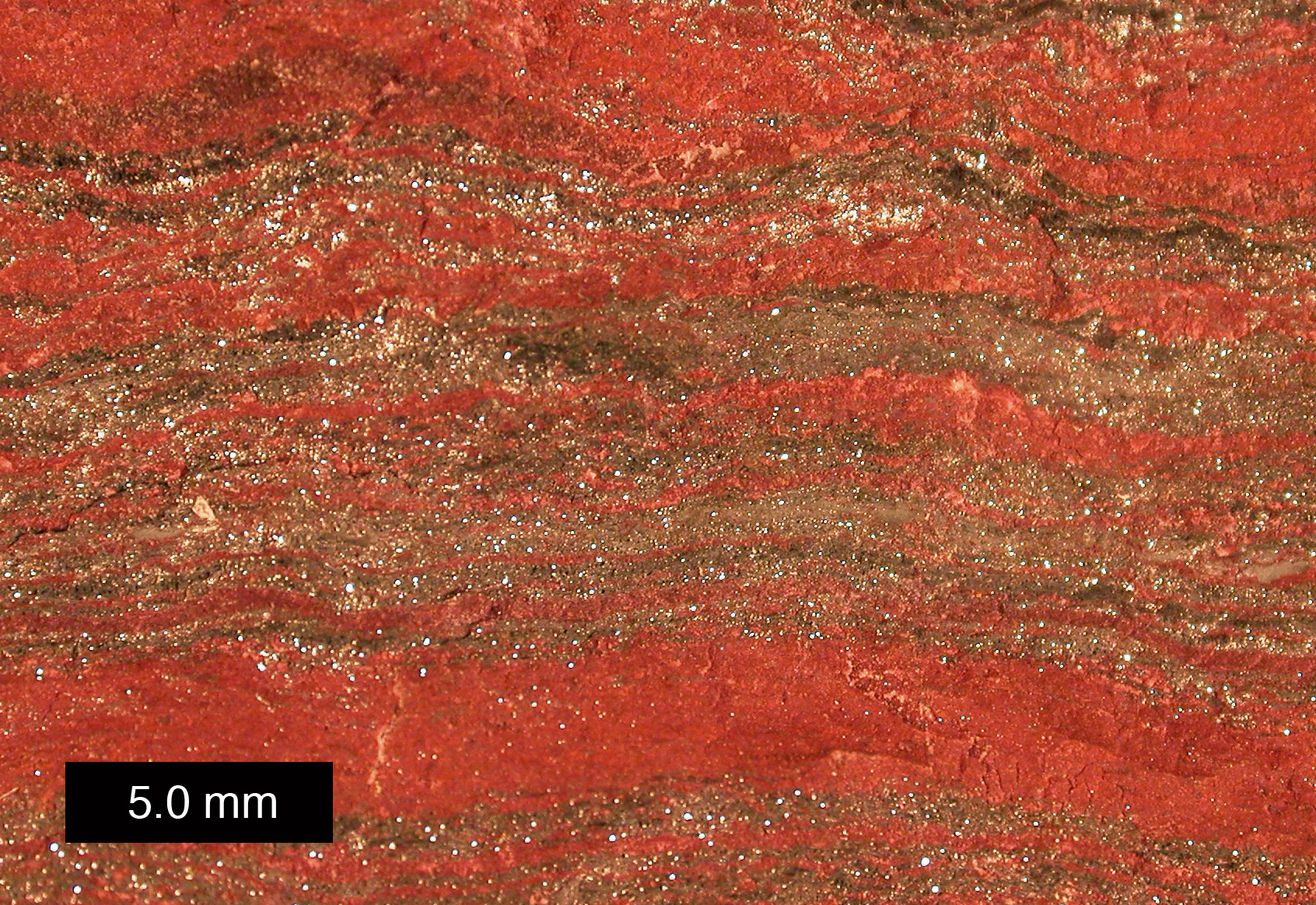
Handstück der präkambrischen Banded Iron Formation aus dem Oberen Michigan mit roten Chertlagen

Die feinkörnige, kryptokristalline Beschaffenheit von Cherts in Verbund mit der Widerstandsfähigkeit gegen Verwitterung, Rekristallisation und Metamorphose hat die Überlieferung von Spuren frühen Lebens auf der Erde begünstigt.
Beispiele sind:
- Die 3,416 Ga (Milliarden Jahre) alten Cherts im Buck Reef Chert der Fig Tree Group im Barberton Grünsteingürtel an der Grenze von Eswatini und Südafrika enthalten einzellige Fossilien, die Bakterien ähneln.[9]
- Der Gunflint Chert im westlichen Ontario (1,9 bis 2,3 Ga) enthält nicht nur Bakterien wie Cyanobakterien, sondern auch solche, die Grünalgen und Schwämmen ähneln, oder andere, von denen angenommen wird, dass ihr Stoffwechsel auf Ammoniak beruht.[10]
- Der Apex Chert (3,4 Ga) des Pilbara-Kratons in Australien enthält elf Arten von Prokaryoten.[11]
- Die Bitter Springs Formation des Amadeus-Basins, Central Australia, enthält 850 Ma (Millionen Jahre) alte Cyanobakterien und Algen.[12]
- Die devonischen Rhynie Cherts (400 Ma) in Schottland bergen die ältesten Überreste von Landpflanzen, die Erhaltung ist so vollkommen, dass die Zellstruktur der Fossilien untersucht werden kann.

## Prähistorische Verwendung

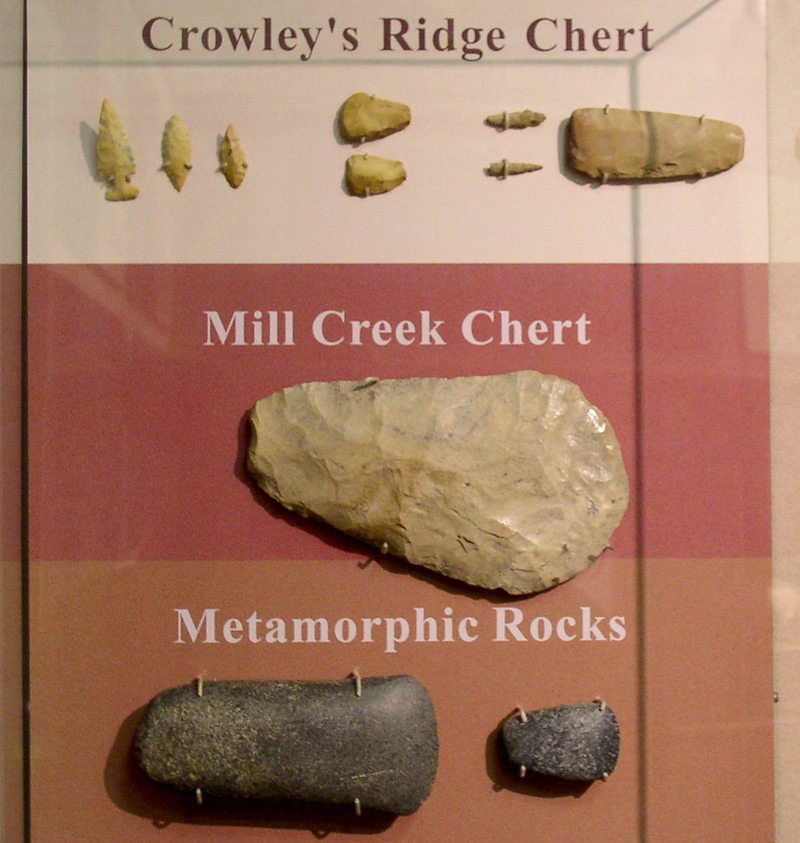
Hacke und andere Steinwerkzeuge aus Mill Creek Chert, Parkin Archeological State Park in Arkansas

In der Altsteinzeit und auch später wurden Cherts als Rohmaterial für die Herstellung von Steingeräten benutzt. So wie Obsidian, Rhyolith, Felsite, Quarzit und andere Werkzeugsteine spalten Cherts mit dem für Quarz typischen muscheligem Bruch. Aufgrund der scharfen Kanten wie auch der verschiedenen Größen, die Abschläge und Kerne von Cherts aufweisen, wurde das Gestein oft verwendet, vor allem in der Varietät Feuerstein.
Chert wurde auch häufig als Schlagstein gegen einen Pyrit oder Markasit verwendet, um durch den Funkenschlag ein Feuer zu entfachen.

## Industrielle Verwendung
Chert wird seit Ende des 18. Jahrhunderts für das Mahlen von kalziniertem Feuerstein verwendet, der als Bleichmittel bei der Herstellung von Keramik verwendet wird. Der Töpfer Josiah Wedgwood erkannte 1772, dass Chert aus Derbyshire sehr viel besser als Granit für Mühlsteine geeignet ist, da der Granit-Abrieb störende schwarze Flecken in weißer Keramik hinterließ. Porzellanfabriken verwendeten Chert seitdem als Mühlsteine für ihre Mahlwerke, wobei sich die großen Blöcke auf einem mit kleineren Blöcken gepflasterten Boden drehten.